# Bassigney
Bassigney ist eine französische Gemeinde im Département Haute-Saône in der Region Bourgogne-Franche-Comté.

## Geographie
Bassigney liegt auf einer Höhe von 240 Metern über dem Meeresspiegel, 8 Kilometer nordöstlich von Faverney und etwa 22 Kilometer nördlich der Stadt Vesoul (Luftlinie). Das Dorf erstreckt sich im nördlichen Teil des Departements, leicht erhöht am nördlichen Rand der weiten Talebene der Lanterne.
Die Fläche des 6,18 Quadratkilometer großen Gemeindegebiets umfasst einen Abschnitt in der leicht gewellten Landschaft nördlich der Talebene der Lanterne. Die südliche Grenze verläuft teilweise entlang der Lanterne, die hier mit mehreren Windungen und naturnahen Ufern durch eine Alluvialniederung nach Südwesten zur Saône fließt. Die Talebene liegt auf durchschnittlich 220 Meter und weist eine Breite von rund 5 Kilometern auf. Sie wird teils landwirtschaftlich genutzt, teils ist sie mit Auenwald bestanden.
Vom Flusslauf erstreckt sich das Gemeindeareal nordwärts über die Talaue auf die angrenzenden Anhöhen und bis in die ausgedehnten Waldungen von Bois des Ardennes und Grand Bois auf der Südabdachung des Mont d'Olivette. Hier wird mit 305 Meter die höchste Erhebung von Bassigney erreicht. Die nördliche Grenze markiert das Tal des Ruisseau du Vass, während der Ruisseau de la Biffotte streckenweise die westliche Abgrenzung bildet. In geologisch-tektonischer Hinsicht besteht das Gebiet aus einer Wechsellagerung von sandig-mergeligen und kalkigen Sedimenten, die während der Lias (Unterjura) abgelagert wurden.
Nachbargemeinden von Bassigney sind Dampierre-lès-Conflans im Norden, Conflans-sur-Lanterne im Osten und Süden sowie Bourguignon-lès-Conflans im Westen.

## Geschichte
Erstmals urkundlich erwähnt wurde Bassigney im Jahr 1295. Im Mittelalter gehörte das Dorf zur Freigrafschaft Burgund und darin zum Gebiet des Bailliage d’Amont. Die lokale Herrschaft hatte das Kloster Luxeuil inne. Die 1464 erwähnte Pfarrei war von Faverney abhängig. Zusammen mit der Franche-Comté gelangte der Ort mit dem Frieden von Nimwegen 1678 definitiv an Frankreich.

## Sehenswürdigkeiten

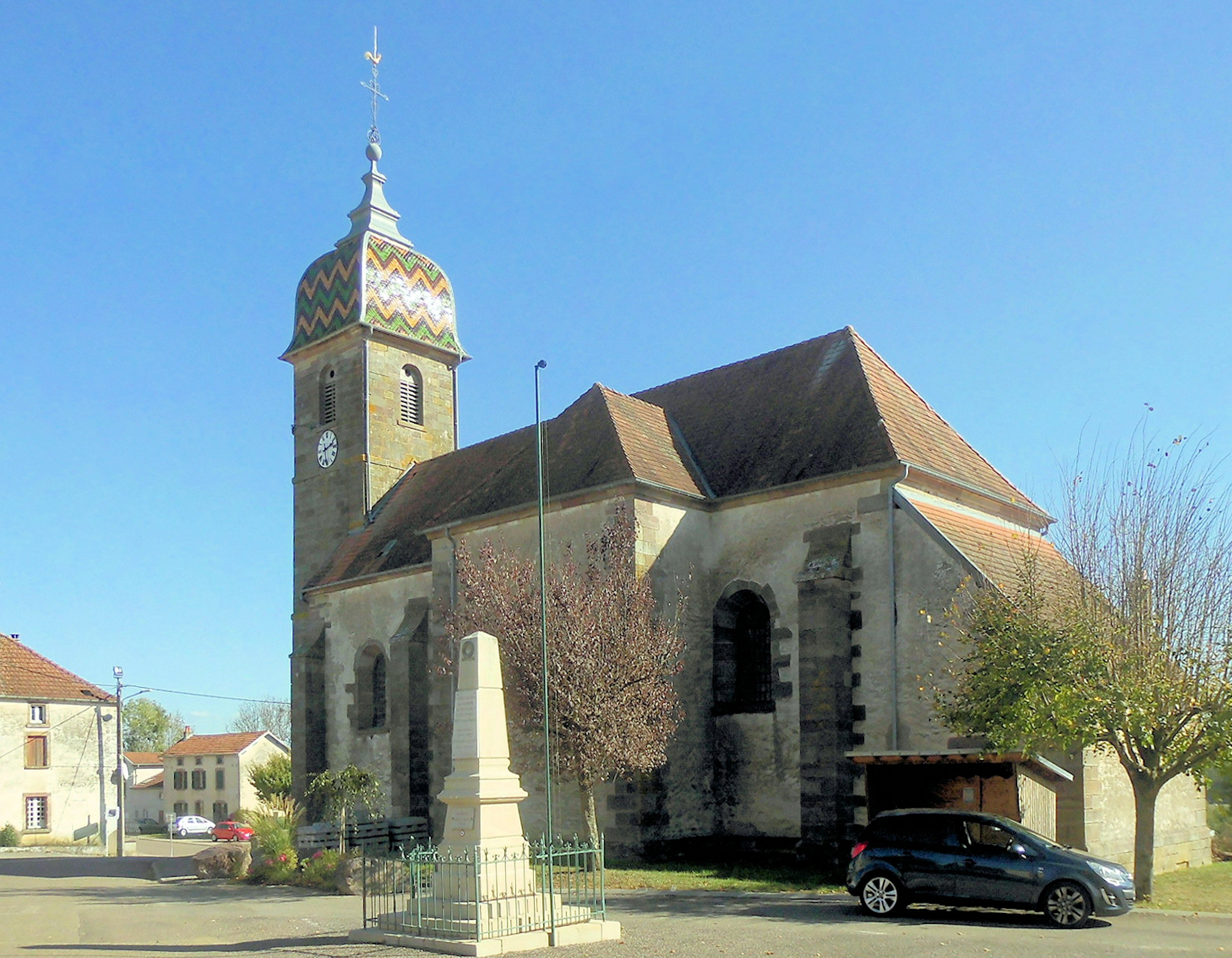
Kirche Saint-Étienne, davor das Kriegerdenkmal

Die Kirche Saint-Étienne wurde 1776 neu erbaut und besitzt Mobiliar, einen Altar, Gemälde und Statuen aus dieser Zeit. Im Ortskern sind einige Häuser aus dem 17. bis 19. Jahrhundert erhalten, die den traditionellen Stil der Haute-Saône zeigen.

## Bevölkerung
| Jahr                       | 1962 | 1968 | 1975 | 1982 | 1990 | 1999 | 2006 | 2013 | 2020 |
| Einwohner                  | 158  | 158  | 135  | 128  | 120  | 116  | 120  | 134  | 119  |
| Quellen: Cassini und INSEE |      |      |      |      |      |      |      |      |      |

Mit 121 Einwohnern (1. Januar 2022) gehört Bassigney zu den kleinen Gemeinden des Départements Haute-Saône. Während des gesamten 20. Jahrhunderts nahm die Einwohnerzahl kontinuierlich ab (1881 wurden noch 285 Personen gezählt). Seit 1990 verblieb die Bevölkerungszahl auf einem annähernd konstanten Niveau.

## Wirtschaft und Infrastruktur
Bassigney ist noch heute ein vorwiegend durch die Landwirtschaft (Ackerbau, Obstbau und Viehzucht) und die Forstwirtschaft geprägtes Dorf. Außerhalb des primären Sektors gibt es nur wenige Arbeitsplätze im Ort. Einige Erwerbstätige sind deshalb Wegpendler, die in den größeren Ortschaften der Umgebung ihrer Arbeit nachgehen.
Die Ortschaft liegt abseits der größeren Durchgangsachsen an einer Departementsstraße, die von Bourguignon-lès-Conflans nach Varigney führt. Eine weitere Straßenverbindung besteht mit Dampierre-lès-Conflans.